# 史巴德·錢德勒
史巴吉恩·斐迪南·「史巴德」·錢德勒（英語：Spurgeon Ferdinand "Spud" Chandler，1912年6月15日—1990年1月9日），為美國職棒大聯盟的投手。11年職業生涯皆效力於紐約洋基。
1943年，錢德勒投出驚人的20勝4敗，強勢奪下美聯的MVP。而他1.64的單季防禦率更是1920年至1967年間的投手最低紀錄。他在整個職業生涯幾乎沒有出現連敗低潮，生涯109勝43敗，71.7 %的投球勝率更是百勝以上的投手當中最高的紀錄。

## 生平
錢德勒於1907年9月12日生於康默斯，大學就讀於喬治亞大學。他在大學時期曾是美式足球的中衛，並在1929年的美式足球比賽中擊敗耶魯大學。而錢德勒不僅會打美式足球，他還會打棒球還有參加田賽。1932年，他大學畢業後加入了他最愛的紐約洋基隊。不過他在小聯盟浮沉了5年，才終於在1937年以29歲「高齡」登上大聯盟。菜鳥年他投出7勝4敗，防禦率2.84的成績。隔年他投出14勝5敗，1939年，他以後援身分拿下3勝0敗。不過他卻因為受傷而沒能在世界大賽中亮相。1940年與1941年，他分別拿下8勝與10勝。不過到了1942年，他進步到拿下16勝5敗，防禦率2.38為美聯第三低。他更在這年入選生涯第一次的明星賽，並在明星賽拿下勝投。1941年與1942年的世界大賽，錢德勒都各有一場先發的記錄，不過他兩次先發都輸球。
1943年可說是錢德勒的生涯年，他僅在先發30場中拿下20勝，其中5場為完封勝。他一整年只被擊出5支全壘打，134次三振為聯盟第三。這年的世界大賽，錢德勒先發兩場全勝，其中第5場更是完封對手紅雀。最後他在MVP票選中擊敗白襪隊的路克·艾普林，成為洋基隊史中唯一一位拿下MVP的投手。
1944年，錢德勒在先發一場比賽後加入美軍服役。他幾乎缺席了整個1944年與1945年球季。1946年，他重返大聯盟後不僅強勢拿下20勝8敗，並有著美聯第二低的2.10防禦率，138次三振也是生涯新高。1947年，錢德勒入選最後一次明星賽，不過他因為傷勢所苦，整年僅拿下9勝5敗，並在該年退休。1947年世界大賽第三場，錢德勒僅上場中繼兩局。合計他四次的世界大賽，總共拿下2勝2敗，防禦率1.62，送出16次三振。
錢德勒在11年職業生涯拿下109勝43敗，防禦率2.84。另外他生涯也擊出過110支安打，1940年7月26日更曾達成單場雙響砲。而他生涯在501個守備機會中僅發生10次失誤。退休後他也在小聯盟擔任總教練，1957年與1958年，他在堪薩斯市運動家隊擔任投手教練。之後便擔任各隊球探直到1984年退休。他在1969年入選喬治亞州運動名人堂，1997年，他入選富蘭克林縣運動名人堂。

### 逝世
1990年1月9日，82歲的錢德勒於南帕薩迪納去世，留下妻子與兩個兒子。

## 外部連結
- 球員資訊和成績在MLB，ESPN，Retrosheet ，Baseball Reference ，Fangraphs，The Baseball Cube （英文）
- The New Georgia Encyclopedia （页面存档备份，存于）
- Georgia Sports Hall of Fame（页面存档备份，存于）
- Spud Chandler | Society for American Baseball Research （页面存档备份，存于）